# Szkoła Podstawowa im. Konstantego Ildefonsa Gałczyńskiego w Kruklankach
Szkoła Podstawowa im. Konstantego Ildefonsa Gałczyńskiego w Kruklankach – publiczna placówka oświatowa położona w miejscowości Kruklanki.
W latach 2007–2017 szkoła razem z mieszczącym się w tym samym budynku (patrz obok) Gimnazjum tworzyła Zespół Szkół w Kruklankach.

## Historia
W Prusach Wschodnich; do 1945
Pierwszy murowany budynek szkolny wzniesiono w 1737, jednak uległ on pożarowi w 1766. Do dziś zachował się budynek „starej” szkoły przykościelnej z II połowy XIX wieku, który został zaadaptowany na plebanię i kancelarię parafialną parafii rzymskokatolickiej w Kruklankach.
Budowa obecnego budynku przy dzisiejszej ulicy 22 lipca 34 zakończyła się w 1929. Nowa szkoła, murowana z cegły na fundamencie z kamienia polnego, otynkowana, jednopiętrowa, została nakryta dwuspadowym dachem, na którym od strony wejścia głównego (od zachodu) umieszczono 5 lukarn nakrytych trójspadowym dachem. Na parterze po prawej stronie holu znajdowała się klasa, natomiast po lewej znajdowało się mieszkanie rektora czyli kierownika szkoły. Na pierwszym piętrze znajdowały się pozostałe dwie klasy oddzielone od siebie ruchomą ścianą wciąganą dźwigiem na poddasze (obecnie pomieszczenia są przedzielone ścianą murowaną), po której wciągnięciu uzyskiwano dużą salę wykorzystywaną jako aula.
W 1937 dokonano rozbudowy powiększając szkołę o dwa skrzydła: północne – przeznaczone na mieszkanie rektora (jego dawne mieszkanie zaadaptowano na czwartą klasę, zanim to nastąpiło ów klasa uczyła się w starej szkole przy kościele.); oraz południowe – na przedszkole. 
Uczniowie i nauczyciele nie przystąpili do nauki i pracy dopiero jesienią 1944.
W Polsce; po 1945
Po niewielkich uszkodzeniach wojennych Gminna Szkoła Podstawowa została odremontowana w 1947. Naukę rozpoczęto 1 lutego 1948 w czterech łączonych klasach, do których uczęszczało łącznie 48 uczniów. W miarę jak zaludniały się Kruklanki, przybywało również uczniów w szkole przez co powiększała się ilość klas. Już w 1954 do szkoły chodziło 126 uczniów.
W latach 60. XX w. dokonano kolejnej rozbudowy szkoły. Do budynku głównego od wschodu dostawiono dobudówkę mieszczącą kolejne cztery klasy, łazienki, księgowość, sekretariat i pokój pedagoga.
1 stycznia 1973 roku zarządzeniem ministra oświaty i wychowania w całym kraju zostały powołane zbiorcze szkoły powszechne ośmioklasowe.
W 1985 Zbiorczej Szkole Gminnej nadano imię poety Konstantego Ildefonsa Gałczyńskiego.
W 1999 w wyniku reformy edukacji powstało Gimnazjum w Kruklankach. Od tamtej pory w jednym budynku mieściły się dwie placówki oświatowe.
W latach 2007–2017 funkcjonował Zespół Szkół w Kruklankach (formalna likwidacja nastąpiła 31 sierpnia 2019).
W latach 2017–2019 przy SP działały oddziały gimnazjalne.
31 sierpnia 2017 zlikwidowano Gimnazjum, natomiast oddział gimnazjalny zakończył działalność 31 sierpnia 2019.
14 października 2019 podczas szkolnych obchodów Dnia Komisji Edukacji Narodowej nastąpiła uroczysta zmiana sztandaru, ponieważ poprzedni nie odpowiadał obecnemu stanowi, tzn. widniała na nim nieobowiązująca już nazwa „Zbiorcza Szkoła Gminna”, a orzeł, zarówno na drzewcu jak i w godle, nie posiadał korony. W aktualnym sztandarze problemy te zostały wyeliminowane. 

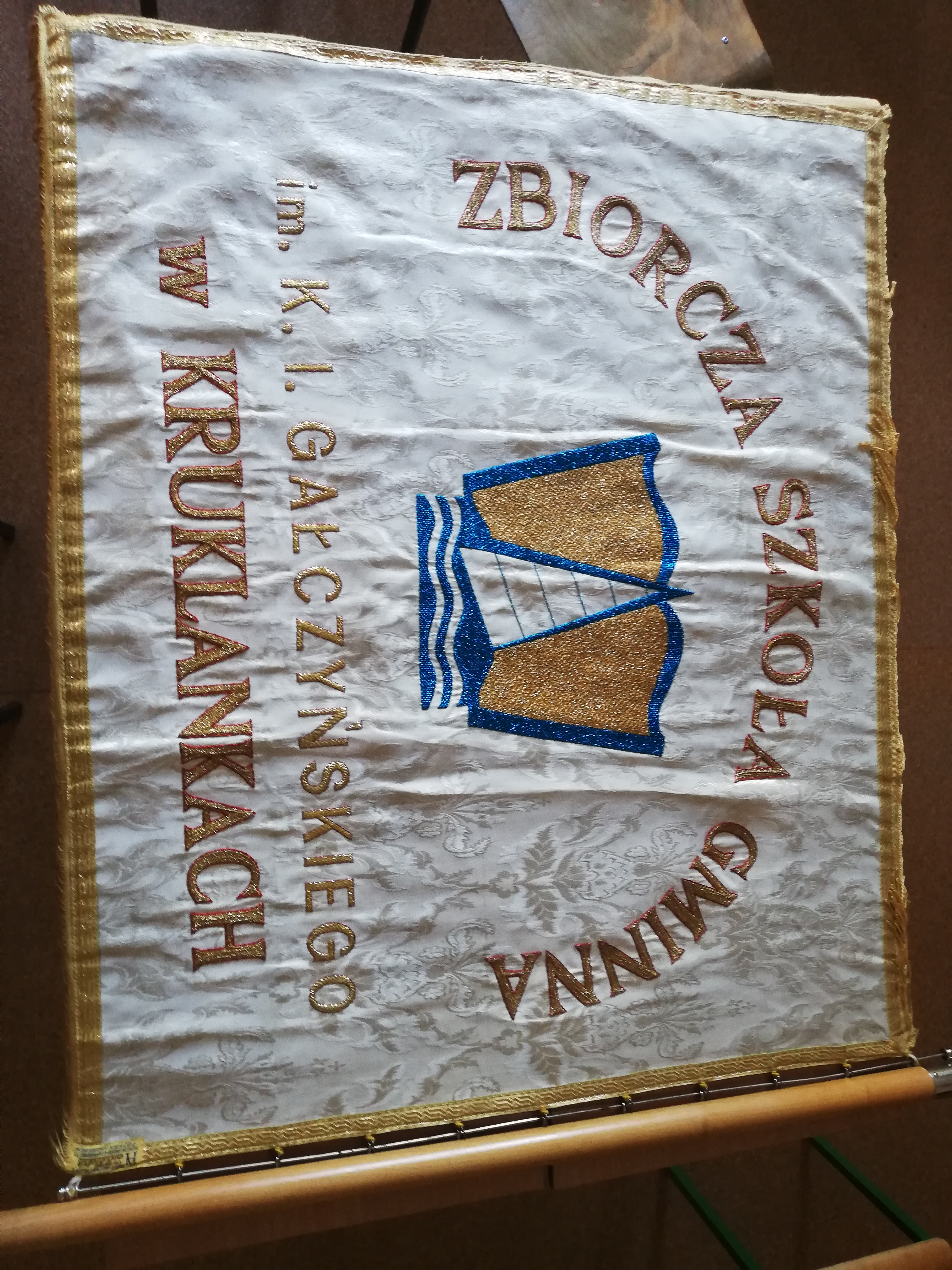
Stary sztandar

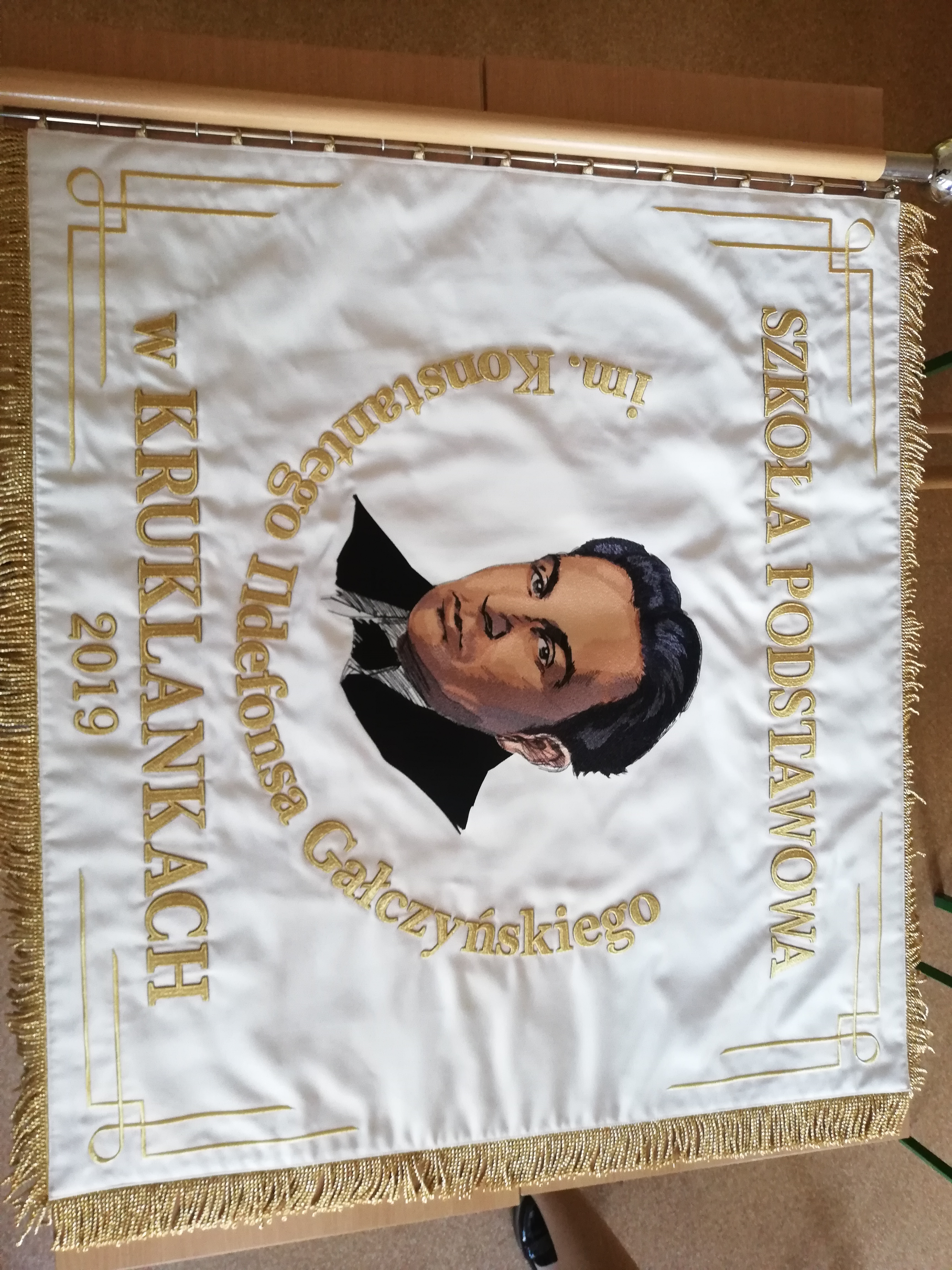
Nowy sztandar

## Dyrektorzy
Obecnym dyrektorem od 2018 jest Justyna Maliszewska.
Dyrektorzy Szkoły
 ? – 2008 – Mirosław Małyj
2008–2018 – Zenon Buć
2018–(obecnie) – Justyna Maliszewska
Wicedyrektorzy Szkoły
2008–2018 – Jarosława Oryńczak
2018–(obecnie) – Jarosław Karbowski